# Artem Simonian
Pour les articles homonymes, voir Simonian.
Artem Simonian (arménien : Արտեմ Սիմոնյան), né le 20 février 1995 à Saint-Pétersbourg en Russie, est un footballeur international arménien, qui joue au poste d'ailier droit.

## Biographie

### Carrière en club
Formé au Zénith Saint-Petersbourg, il quitte le club russe à l'été 2015 pour rejoindre la Super League et le FC Zurich,. Il y joue douze match lors de la saison 2015-2016, aucun lors du début de l'exercice quivant, et finalement en octobre 2016 il est prêté gratuitement au club de Challenge League du FC Le Mont-sur-Lausanne.
En août 2017 il est transféré dans le club du Alashkert FC, double champion d'Arménie en titre.

### Carrière en sélection
Il est international arménien depuis sa sélection contre la France le 14 octobre 2014,.

## Statistiques
| Saison                | Club                  | Championnat           | Championnat | Championnat | Coupe(s) nationale(s) | Coupe(s) nationale(s) | Compétition(s) continentale(s) | Compétition(s) continentale(s) | Compétition(s) continentale(s) | Arménie | Arménie | Total | Total |
| Saison                | Club                  | Division              | M.          | B.          | M.                    | B.                    | Comp.                          | M.                             | B.                             | M.      | B.      | M.    | B.    |
| 2015-2016             | FC Zurich             | Super League          | 12          | 1           | 1                     | 0                     | C3                             | 1                              | 0                              | 2       | 0       | 16    | 1     |
| Total sur la carrière | Total sur la carrière | Total sur la carrière | 12          | 1           | 1                     | 0                     | -                              | 0                              | 0                              | 2       | 0       | 15    | 1     |